# Львівська обласна Спілка політичних в'язнів України
Львівська обласна організація Спілки політичних в'язнів України — ветеранська українська патріотична організація колишніх політичних в'язнів, їхніх дітей і родичів. Головний офіс розташований у Львові.

## Керівний склад
Обраний 14 березня 2009 року на звітно-виборній конференції спілки:
- голова ЛОО СПВУ Володимир Горовий,
- почесний голова Ярослав Малицький,
- заступники голови — Христина Любінецька, Юрій Зірченко, Орест Телішевський і Зеновій Шандра.

## Заснування
30 серпня 1990 року в приміщенні палацу Потоцьких, що на вулиці Коперніка, відбулися установчі збори колишніх політичних в'язнів міста Львова і Львівської області. На збори прибуло 117 делегатів, які затвердили назву організації — Спілка політичних в'язнів України, обговорили та затвердили Статут Спілки. Головою обрали довголітнього політв'язня Івана Губку, заступниками — Євгена Дацюка, Ярослава Баковського, Василя Кубіва і Мирослава Меленя.
Майже одночасно в Тернополі та Івано-Франківську були утворені ініціативні групи і велася підготовка для про-ведення установчих зборів зі створення обласних СПВУ. Тоді було прийнято рішення провести у Львові установчий з'їзд Всеукраїнської Спілки політичних в'язнів 20—21 квітня 1991 року та заплановано випуск часопису-місячника «Нескорені». Для керівництва Спілкою обрали раду з 13 осіб: Івана Губку, Василя Николишина, Степана Кіндія, Михайла Босяка, Мирослава Семигальського, Василя Кубіва, Мирослава Меленя, Романа Петріва, Євгена Дацюка, Ярослава Баковського, Романа Червінського, Софію Самиців і Марію Дзюбан.
2 лютого 1991 року відбулася установча конференція Спілки дітей політв'язнів, яка прийняла відповідну Декларацію, що визначала головні завдання та мету організації, а також Статут. Головою Спілки дітей політв'язнів обрали Юрія Стефанівського, співголовами — Марію Базелюк, Богдана Бохонка і Левка Дибу.

## Діяльність

### Часопис «Нескорені»

Логотип часопису

Спілка політичних в'язнів України заснувала та випускає часопис «Нескорені», перший номер якого побачив світ 20 квітня 1991 року.
Часопис висвітлює історію визвольної боротьби за відродження Української держави, друкує спогади політв'язнів, розміщує звернення до влади, до Президента України, до закордонних представництв та урядів інших держав, публікує статті на актуальні теми сьогодення, подає інформацію про життя і проблеми політв'язнів і репресованих в Україні. Після обрання 6 жовтня 1991 року нової редколегії на чолі з Ярославом Малицьким часопис виходить регулярно щомісяця.

### Пам'ятник «Жертвам комуністичних злочинів»

Пам'ятник жертвам комуністичних злочинів

Уже стало традицією для ЛОО СПВУ в третю суботу червня проводити мітинг-реквієм біля пам'ятника «Жертвам комуністичних злочинів», вшановувати безвинно ув'язнених і замордованих червоними московськими катами в тюрмах України при їх відступі на початку Другої світової війни. На це скорботне віче запрошуються священики, керівники міста і області, керівники і члени усіх патріотичних організацій Львівщини, громадсько-політичні діячі, громадяни Львівщини, небайдужі люди.

### Паломництво до Карелії
До 70-ї роковини Великого терору у вересні 2007 року відбулося паломництво представників української громадськості, а також спілчан до Карелії, присвячене жертвам масового розстрілу соловецьких політв'язнів. Десятиденна автобусна подорож завдовжки 5000 км була організована Українським інститутом національної пам'яті на запрошення Міжнародного «Меморіалу». Уперше за 10 років поїздку прочан до Карелії та на Соловки здійснено державним коштом на виконання Указу Президента України Віктора Ющенка від 21.05.2007 № 431/2007 «Про заходи у зв'язку з 70-ми роковинами Великого терору — масових політичних репресій 1937—1938 років», з метою належного вшанування пам'яті репресованих, привернення уваги суспільства до трагічних подій в історії країни, викликаних насильницьким впровадженням комуністичної ідеології, відродження національної пам'яті та утвердження нетерпимості до будь-яких проявів насильства проти людства.

### Відзначення утворення Західноукраїнської Народної Республіки
1 листопада 1918 року у Львові було проголошено утворення Західноукраїнської Народної Республіки: «Український народе! Голосимо Тобі вість про Твоє визволення з віковічної неволі. Віднині Ти господар своєї землі, вільний горожанин Української Держави… Доля Української Держави в твоїх руках», — говориться у другій відозві Української Національної Ради. Називаю цю дату, яка стала важливою віхою у житті України. Ця подія мала надзвичайно великий вплив на подальший хід нашої історії. Спілка політв'язнів, громадськість Львівщини активно відзначили цю подію, провели урочисту академію у величній залі Львівської опери.

### Урочистості з нагоди річниць УГВР
Щороку в урочистостях з нагоди чергової річниці створення УГВР беруть участь ветерани ОУН-УПА, члени національно-патріотичних організацій, відомі політики, письменники, громадські діячі і, звичайно, спілчани. Відзначення 65-річчя УГВР 12 липня 2009 року вперше відбулося на державному рівні. До цієї ювілейної дати зусиллями Самбірської влади на території колишньої лісничівки облаштовано вимощений каменем майдан, установлено пам'ятний знак на честь УГВР. Не були осторонь відзначення і 66-ї річниці і активісти Львівської обласної Спілки політв'язнів України 11 липня 2010 року. Близько 20 членів Спілки відвідали святі для націоналістів історичні місця.
У середині липня у селі Сприня Самбірського району біля підніжжя Карпат щороку вшановують визначну подію визвольної боротьби XX століття — створення 11—15 липня 1944 року Української головної визвольної ради (УГВР), що виконувала роль підпільного коаліційного парламенту й уряду воюючої України. Місцем її проведення стала лісничівка на околиці лісу біля села Сприня. Саме там склали присягу на Тризубі Президент УГВР Кирило Осьмак і Голова Генерального секретаріату УГВР Роман Шухевич.

### Відкриття музею «Тюрма на Лонцького»
У лютому 2008 року сталася непересічна подія у житті політв'язнів і репресованих Львівщини — було прийнято владою рішення про створення в приміщеннях відомої катівні музею «Тюрма на Лонцького». На його освяченні і урочистому віче, яке відбулося в подвір'ї тюрми, виступили начальник управління СБУ у Львівській області Анатолій Матіос, заступник Львівської облдержадміністрації Валерій П'ятак, голова Львівської обласної ради Мирослав Сеник, син легендарного командира УПА Юрій Шухевич, голова Львівської обласної Спілки політв'язнів України Ярослав Малицький та інші.
А 28 червня 2009 року було відкрито першу чергу музею «Тюрма на Лонцького» з участю голови СБУ Валентина Наливайченка, голови Львівської обласної ради Мирослава Сеника, голови Львівської обласної державної адміністрації Миколи Кмітя, міського голови Львова Андрія Садового. Священики відслужили панахиду біля пам'ятника «Жертвам комуністичних злочинів», а гості і учасники провели велелюдне віче. Велика кількість людей відвідала кімнати музею в переобладнаних камерах для в'язнів. У той же день ввечері у Львівській опері відбулась урочиста академія і концерт.

### Вшанування пам'яті жертв голодоморів в Україні
У своєму Указі від 2 жовтня 2009 р. Президент України Віктор Ющенко постановляє про вшанування пам'яті жертв голодоморів в Україні, передбачивши в ньому проведення 28 листопада Загальноукраїнської акції «Засвіти свічку», організацію виставок і експозицій про голодомор 1932—1933 рр., проведення в усіх навчальних закладах України «Уроку пам'яті» і підбивання підсумків щорічної Всеукраїнської акції «Колосок пам'яті», а також показ фільмів, присвячених темі геноциду Українського народу, пропозицію релігійним організаціям провести 28 листопада панахиди, оголосити в цей день о 16-й годині хвилину мовчання на всій території України, приспустити Державний Прапор України, організувати покладання траурних вінків і композицій із житніх і пшеничних колосків, та інші заходи, в яких теж активну участь брали члени Львівської обласної Спілки політв'язнів України.

### Співпраця з музеями, виступи перед учнями і студентами
ЛОО СПВУ співпрацює не один рік з Львівським історичним музеєм, бере активну безпосередню посильну участь у формуванні відділу про національно-визвольну боротьбу на західних теренах України, який очолює ентузіастка, патріотка, небайдужа людина, старший науковий співробітник Львівського історичного музею Світлана Кочергіна. Крім того, члени Спілки політв'язнів України нерідко виступають перед учнями і студентами шкіл та вишів з розповідями про національно-визвольну боротьбу Українського народу з загарбниками як західними, так і східними.

### Звітно-виборна конференція 2009 року
В актовому залі приміщення Франківської райадміністрації м. Львова 14 березня 2009 року відбулася звітно-виборна конференція Львівської обласної Спілки політичних в'язнів України, на яку прибули 220 делегатів з усіх районних осередків Львівщини. Конференція почалась молитвою, яку виголосив о. Микола Ревуцький. Зі звітною доповіддю виступив голова ЛОО СПВУ Ярослав Малицький.
На ній було обрано новий керівний склад організації: голову ЛОО СПВУ Володимира Горового, почесного голову Ярослава Малицького, заступників — Христину Любінецьку, Юрія Зірченка, Ореста Телішевського і Зеновія Шандру. Конференція прийняла ухвалу і три звернення до Президента України Віктора Ющенка, Голови Служби Безпеки України Валентина Наливайченка і Голови Львівської обласної ради Мирослава Сеника. Робота конференції завершилась чудовим виступом хору «Нескорені» під керівництвом Богдани Сімович.

### Відзначення 100 років від дня народження Степана Бандери
Першого січня 2009 року Україна святкувала 100-ту річницю від дня народження Великого Сина української нації, одного із найкращих войовників за волю і незалежність нашої Святої Землі. Неможливо збудувати державу, не знаючи своєї історії, не шануючи того, хто за неї віддав своє життя. Степан Бандера — це герой XX століття, людина-легенда, одна з найвидатніших постатей всієї історії України. Настав час піднести його ім‘я по всій вільній Україні, щоб кожна жива душа подякувала Богові за те, що послав нам таку світлу постать у найтемніші часи нашого буття. Степан Бандера і його побратими врятували честь України в часи окупації і терору та зуміли організувати народ на відчайдушну боротьбу проти сатанинського комунізму, фашизму і шовінізму. Цей змаг був настільки героїчним, що став неперевершеним в історії людства. Бандера підніс український націоналізм до найвищої жертовності. Його гасло — Бог і Україна! І ніякі судді — московські холуї — не зможуть позбавити його звання Героя України. Його постать сягнула такої висоти, якої ніколи не досягти кремлівським карликам-маніякам.

### Вшанування 55-ї річниці Кенгірського повстання
Кожний місяць року насичений надзвичайно важливими подіями у житті нашої країни. Так 24 травня 2009 року в актовому залі палацу культури імені Гната Хоткевича Львівська обласна Спілка політв'язнів України організувала урочисту академію на вшанування 55-ї річниці Кенгірського повстання, на якій було прийняте «Звернення», скероване до Президента України. Найвищим мажорним акордом святкової симфонії в урочистій академії були вітання на сцені 23 безпосередніх учасників повстання. Неможливо було слухати без щему в серці і сліз на очах розповіді відважних людей, що були в умовах за колючим дротом оточені озброєними до зубів головорізами, які направили на безоружних людей танки і авіацію. Людей чавили танками, не шкодували ні жінок, ні дівчат.

### Піша хода
Відповідно до Указу Президента України від 27 квітня 2009 року № 271/2009 «Про відзначення у 2009 році Дня пам'яті жертв політичних репресій», у травні місяці у Львові за участю багатьох ветеранських патріотичних організацій, і, звичайно Львівської обласної Спілки політичних в'язнів, при організаційній підтримці Львівської ОДА була організована піша хода з покладанням квітів від пам'ятника «Жертвам комуністичних злочинів» до місць ув'язнення — львівських тюрем і пересильних пунктів: на Лонцького, на Судовій, на Бригідках, на Пересильній та на Замарстинівській.